# رازبورای آتشفشان
رازبورای آتشفشان (Rasbora vulcanus) گونه ای از پرتوبالگان از جنس رازبورا و بومی جزیره سوماترا در کشور اندونزی است. 

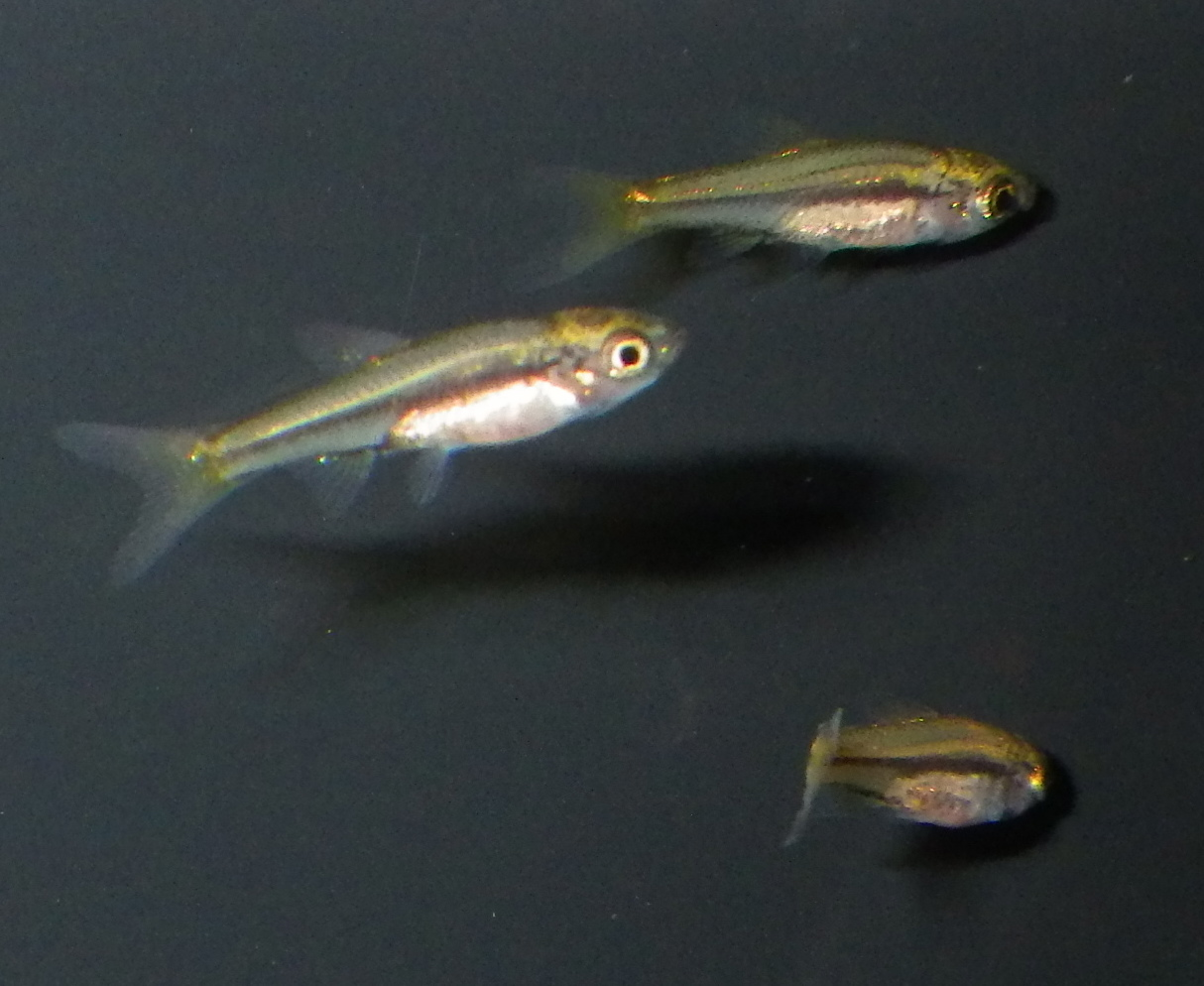
R. vulcanus juveniles